# Michael Helding
 (mai 2025).
Michael Helding, né en 1506 à Langenenslingen, (Saint-Empire romain germanique), et mort le 30 septembre 1561 à Vienne (Autriche), était un évêque catholique ayant eu un rôle majeur dans la Diète d'Augsbourg.

## Biographie

### Jeunesse et formation
Michael Helding naît en 1506 à Langenenslingen, dans le duché de Souabe. Il poursuit des études en lettres et arts libéraux à l'université de Tübingen dont il sort diplômé en 1528. Il enseigne quelque temps à Mayence, avant d'être ordonné prêtre en 1533, où il est nommé curé de la cathédrale de Mayence. En 1538, il est choisi comme évêque auxiliaire de Mayence.

### Diète d'Augsbourg
En 1545, il participe au concile de Trente en tant que représentant du cardinal-électeur Albrecht de Brandebourg. Il quitte le concile en janvier 1546 pour de rejoindre la Diète de Ratisbonne. À la suite de la guerre de Smalkalde, il est appelé par l'empereur Charles Quint pour prendre part à la rédaction de l'Intérim d'Augsbourg. Ce document impérial visait à établir une solution religieuse provisoire en attendant la conclusion définitive du concile. Il est rédigé par Helding ainsi que son compatriote allemand Julius von Pflug, et le confesseur impérial Pedro de Soto.

### Après Augsbourg
À la suite de la publication de l'Interim, Michael Helding continue de participer aux discussions religieuses organisées dans le cadre impérial. En 1550, il est nommé évêque de Mersebourg. Il prend part aux colloques religieux de Worms en 1557, réunissant représentants catholiques et protestants dans une tentative de dialogue. En 1558, il est nommé juge à la Chambre impériale de Spire, puis en 1561 président du Conseil impérial de Vienne. Il meurt à Vienne le 30 septembre 1561.